# Kennedy Falls
Die Kennedy Falls sind ein Wasserfall im Arthur’s-Pass-Nationalpark in der Region Canterbury auf der Südinsel Neuseelands. Er liegt im Lauf eines namenlosen Bachs am 2041 m hohen Mount Oates in den Neuseeländischen Alpen, der unweit hinter dem Wasserfall in westlicher Fließrichtung in den Mingha River mündet, einen Nebenfluss des Bealey River. Seine Fallhöhe beträgt rund 150 Meter.
Vom Parkplatz am New Zealand State Highway 73 rund 5 km südlich von Arthur’s Pass führt die erste, rund fünfstündige Etappe des Mingha–Deception Track bis zur Goat Pass Hut am Wasserfall vorbei.